# Caamembeca martinellii
Caamembeca martinellii är en jungfrulinsväxtart som först beskrevs av Maria do Carmo Mendes Marques och E.F.Guim., och fick sitt nu gällande namn av J.F.B.Pastore. Caamembeca martinellii ingår i släktet Caamembeca och familjen jungfrulinsväxter. Utöver nominatformen finns också underarten C. m. carnosa.

## Bildgalleri

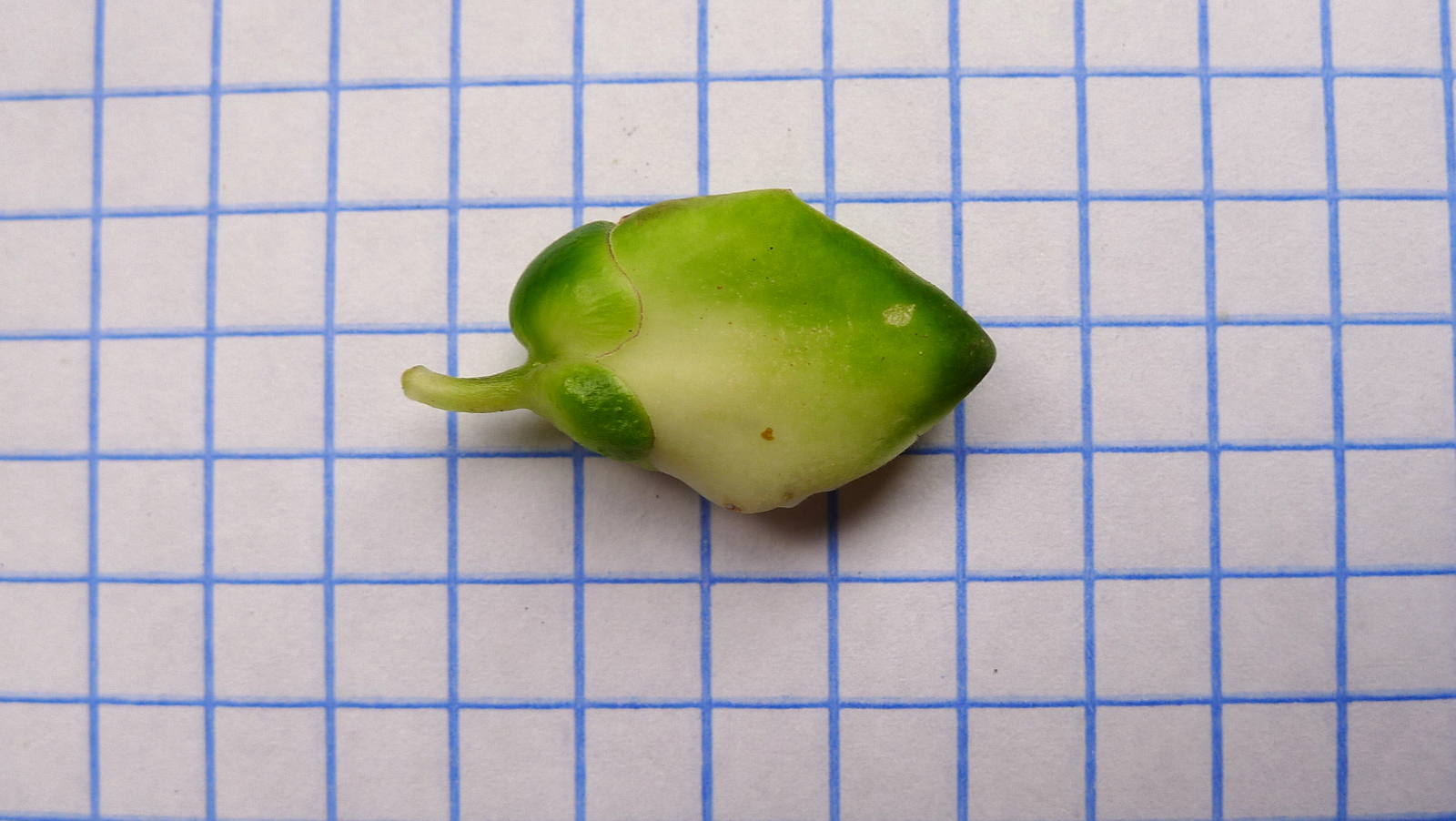
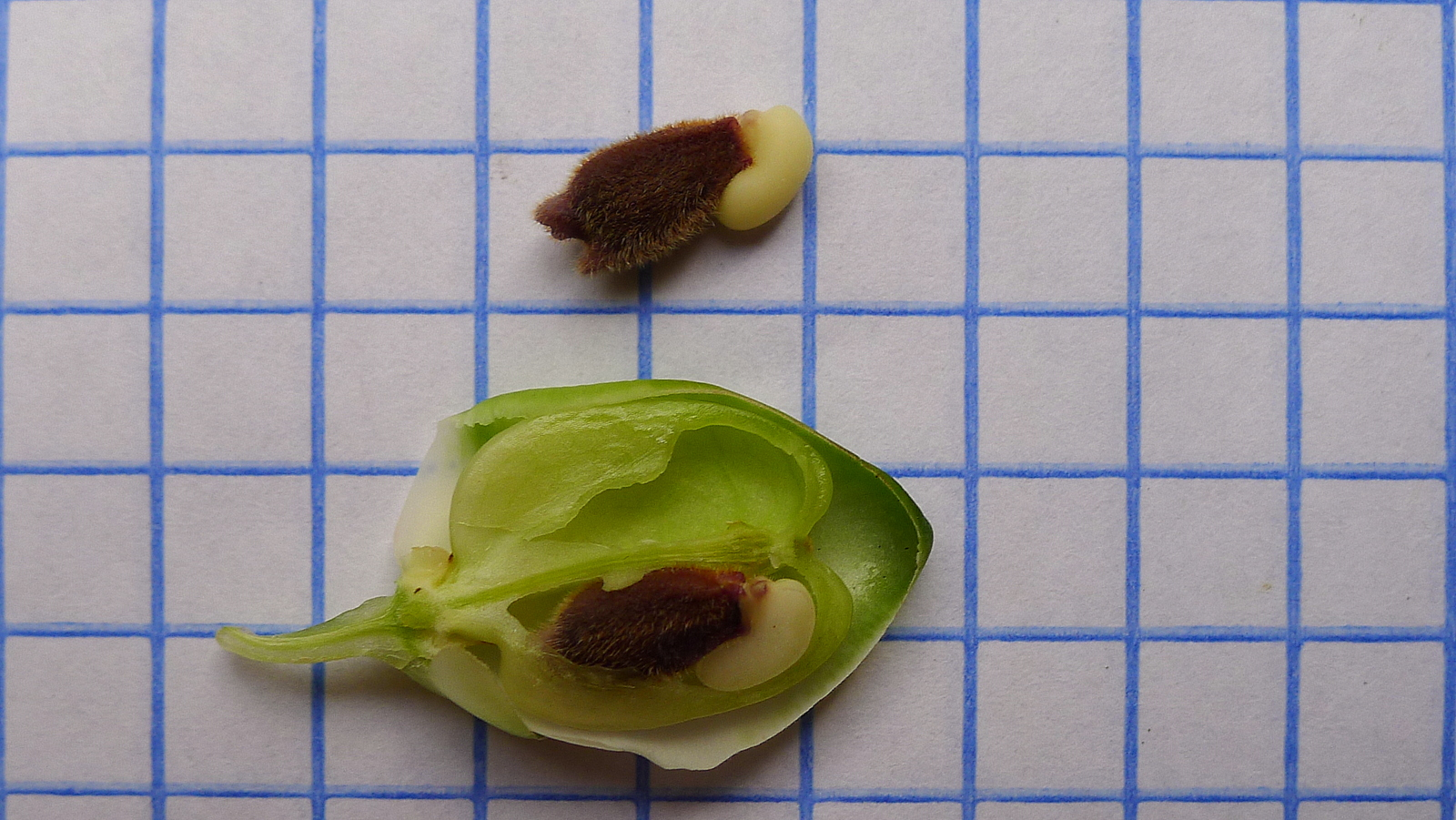
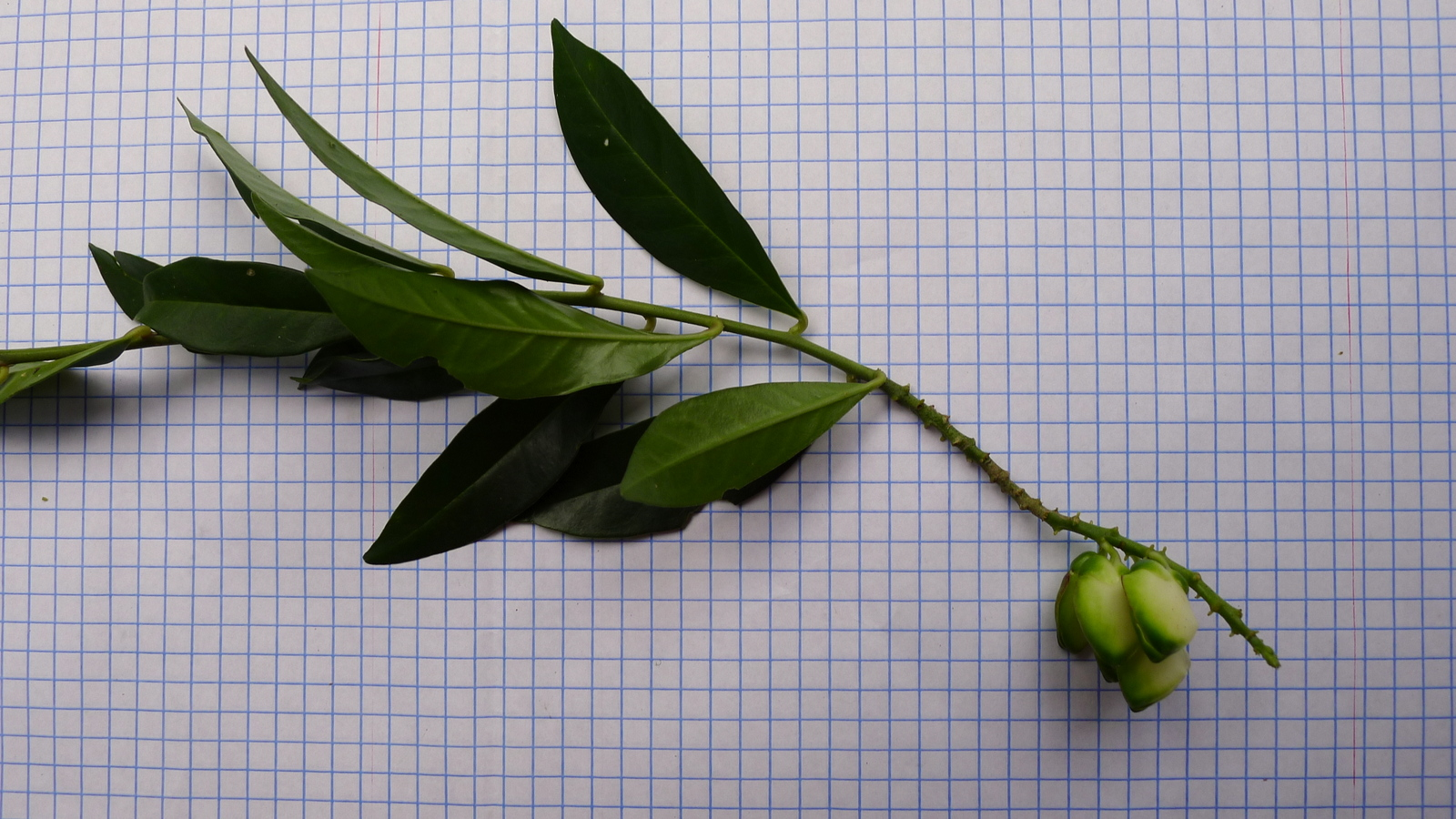
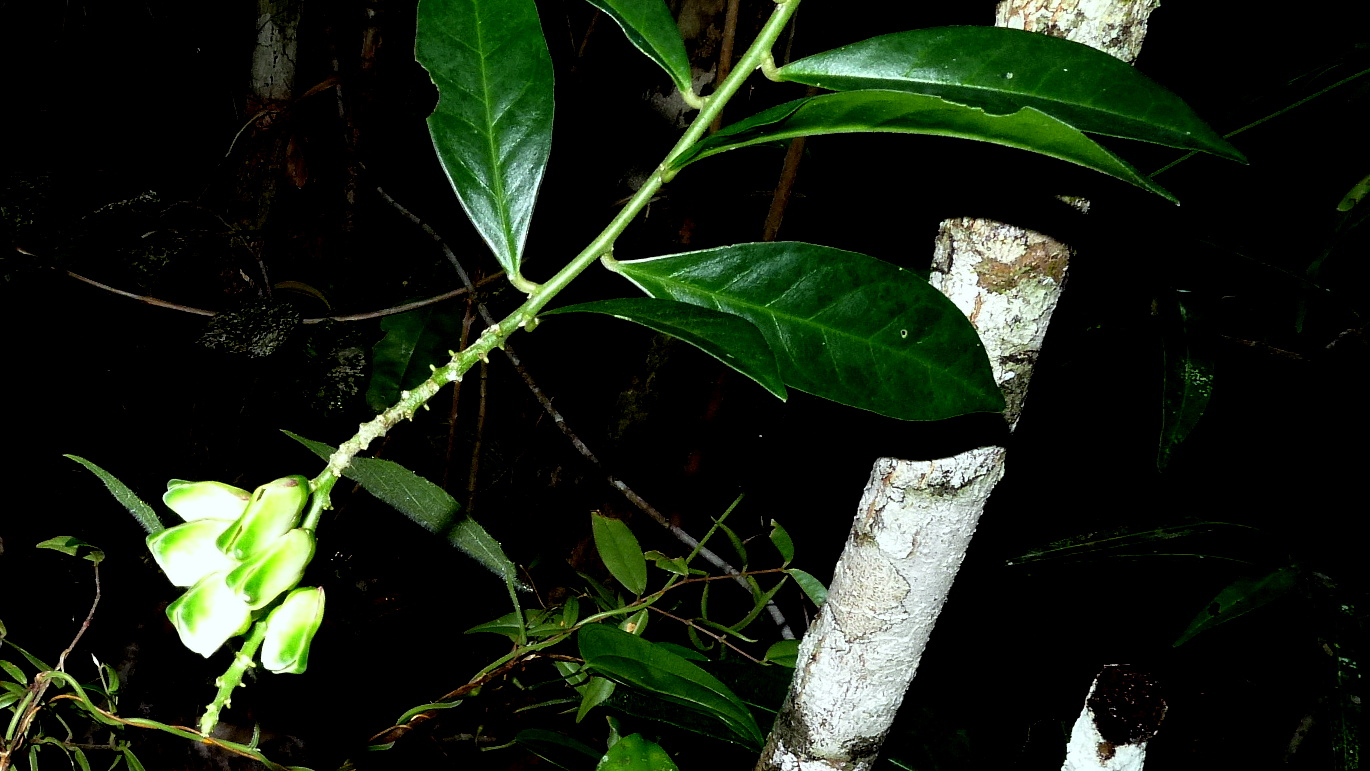
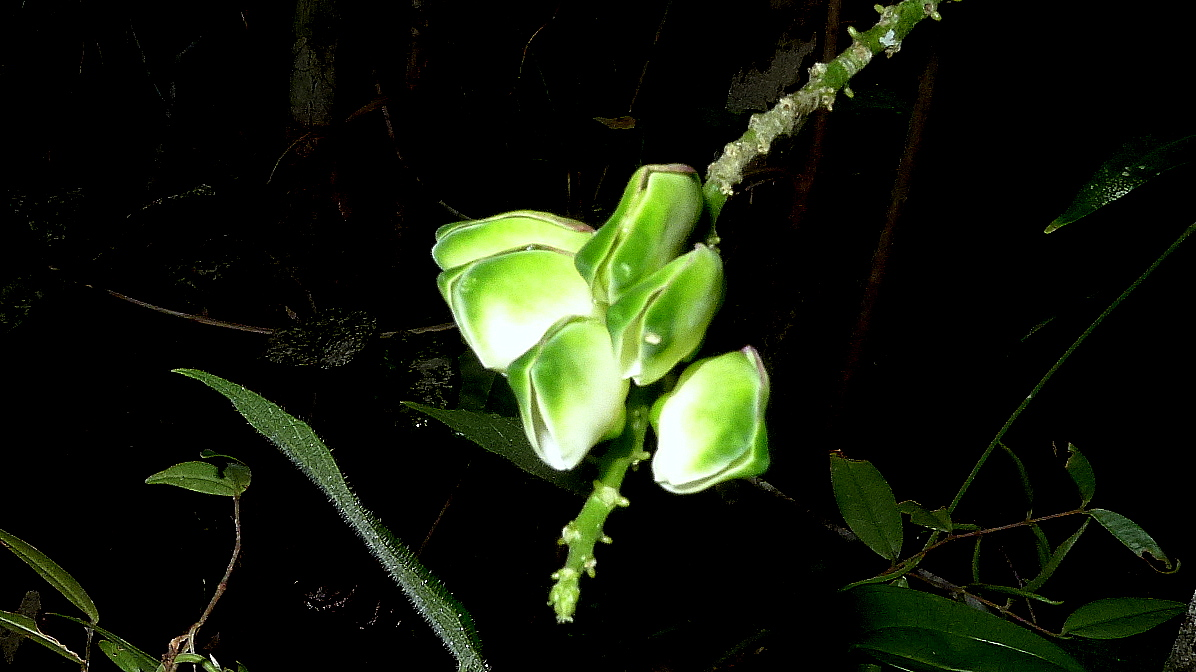
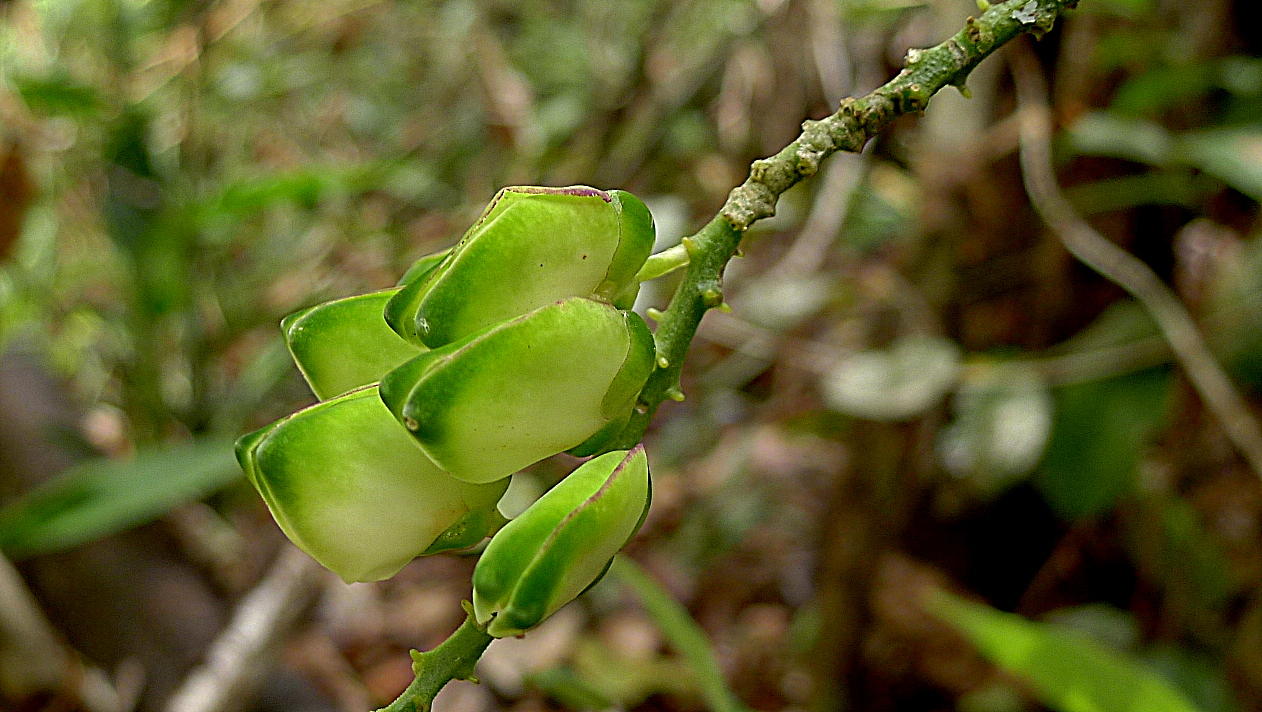